# 為田大貴
為田 大貴（ためだ ひろたか、1993年8月24日 - ）は、長崎県長崎市出身のプロサッカー選手。Jリーグ・ジュビロ磐田所属。ポジションはミッドフィールダー、フォワード。

## 来歴

### 大分トリニータ
中学校時代までを出身地の長崎県で過ごした後、大分トリニータU-18に入団（同期は後藤優介、茂平）。
高校2年次の2010年、トップチームに2種登録選手として登録され、天皇杯2回戦のホンダロックSC戦にて、大分では最年少（当時）となる17歳12日での公式戦デビューを果たした。
2011年も引き続き2種登録としてトップに在籍。同年10月14日、2012シーズンからのトップチーム昇格内定が発表された。
トップ昇格した2012年はボランチ、2013年は右ウイングバックでも起用されるなど様々なポジションでプレーしていた。
2015年にはサイドハーフで主にプレー。6得点を記録しチーム得点王となる活躍を見せるが、チームはJ3降格となった。

### アビスパ福岡
2016年、J1に昇格したアビスパ福岡に完全移籍。誕生日である8月24日のジュビロ磐田戦ではJ1初得点を記録したが、シーズンを通しては先発出場は14とレギュラーを掴み切れなかった。チームも1年でJ2降格となり、個人としては2年連続で所属チームのディビジョン降格を経験した。
2017年も福岡でプレーをしたが、山瀬功治、石津大介、松田力らとのポジション争いもあり、リーグ戦出場は1試合のみでベンチメンバーから外れる試合も少なくなかった。

### ジェフユナイテッド千葉
2017年6月28日、ジェフユナイテッド千葉に期限付き移籍。徐々に出場時間を増やし調子を上げると、シーズン終盤にはレギュラーを掴みチームのプレーオフ進出に貢献した。翌2018年、千葉に完全移籍した。

### セレッソ大阪
2021年、セレッソ大阪に完全移籍。同年は公式戦4試合の出場に留まった。
2022年、シーズン最初の公式戦であるルヴァンカップ第1節のガンバ大阪との大阪ダービーで先制点を決めて勝利に貢献し、リーグ戦第22節の同対戦カードでは同点弾をアシストし、シーズンダブルに貢献するなど、リーグ戦でも活躍し主力に定着。公式戦43試合に出場した。
2023年シーズンからC大阪と2年間の複数年契約を更新した。

### ジュビロ磐田
2024年12月28日、ジュビロ磐田へ完全移籍が発表された。

## 所属クラブ
- 高尾SSS
- オオタFC
- ナガサキアシストサッカーユニオン
- 2009年 - 2011年 大分トリニータU-18（大分東明高校）
  - 2010年 - 2011年 大分トリニータ (2種登録選手)
- 2012年 - 2015年  大分トリニータ
- 2016年 - 2017年  アビスパ福岡
  - 2017年7月 - 同年12月  ジェフユナイテッド市原・千葉 (期限付き移籍)
- 2018年 - 2020年  ジェフユナイテッド市原・千葉
- 2021年 - 2024年  セレッソ大阪
- 2025年 -  ジュビロ磐田

## 個人成績
| 国内大会個人成績 | 国内大会個人成績 | 国内大会個人成績 | 国内大会個人成績 | 国内大会個人成績 | 国内大会個人成績 | 国内大会個人成績 | 国内大会個人成績 | 国内大会個人成績 | 国内大会個人成績 | 国内大会個人成績 | 国内大会個人成績 |
| 年度             | クラブ           | 背番号           | リーグ           | リーグ戦         | リーグ戦         | リーグ杯         | リーグ杯         | オープン杯       | オープン杯       | 期間通算         | 期間通算         |
| 年度             | クラブ           | 背番号           | リーグ           | 出場             | 得点             | 出場             | 得点             | 出場             | 得点             | 出場             | 得点             |
| 日本             | 日本             | 日本             | 日本             | リーグ戦         | リーグ戦         | リーグ杯         | リーグ杯         | 天皇杯           | 天皇杯           | 期間通算         | 期間通算         |
| ---------------- | ---------------- | ---------------- | ---------------- | ---------------- | ---------------- | ---------------- | ---------------- | ---------------- | ---------------- | ---------------- | ---------------- |
| 2010             | 大分             | 28               | J2               | 5                | 0                | -                | -                | 2                | 0                | 7                | 0                |
| 2011             | 大分             | 28               | J2               | 11               | 0                | -                | -                | 0                | 0                | 11               | 0                |
| 2012             | 大分             | 28               | J2               | 31               | 2                | -                | -                | 1                | 0                | 32               | 2                |
| 2013             | 大分             | 28               | J1               | 21               | 0                | 2                | 0                | 3                | 0                | 26               | 0                |
| 2014             | 大分             | 11               | J2               | 33               | 5                | -                | -                | 0                | 0                | 33               | 5                |
| 2015             | 大分             | 11               | J2               | 32               | 6                | -                | -                | 3                | 1                | 35               | 7                |
| 2016             | 福岡             | 13               | J1               | 21               | 1                | 7                | 0                | 1                | 0                | 29               | 1                |
| 2017             | 福岡             | 13               | J2               | 1                | 0                | -                | -                | 1                | 0                | 2                | 0                |
| 2017             | 千葉             | 13               | J2               | 17               | 4                | -                | -                | -                | -                | 17               | 4                |
| 2018             | 千葉             | 13               | J2               | 31               | 2                | -                | -                | 2                | 0                | 32               | 2                |
| 2019             | 千葉             | 13               | J2               | 37               | 2                | -                | -                | 1                | 0                | 38               | 2                |
| 2020             | 千葉             | 13               | J2               | 30               | 0                | -                | -                | -                | -                | 30               | 0                |
| 2021             | C大阪            | 19               | J1               | 1                | 0                | 1                | 0                | 2                | 0                | 4                | 0                |
| 2022             | C大阪            | 19               | J1               | 28               | 0                | 11               | 3                | 4                | 1                | 43               | 4                |
| 2023             | C大阪            | 19               | J1               | 17               | 2                | 2                | 0                | 0                | 0                | 19               | 2                |
| 2024             | C大阪            | 19               | J1               | 32               | 2                | 3                | 0                | 2                | 1                | 37               | 3                |
| 2025             | 磐田             | 8                | J2               |                  |                  |                  |                  |                  |                  |                  |                  |
| 通算             | 日本             | 日本             | J1               | 120              | 5                | 26               | 3                | 12               | 2                | 158              | 10               |
| 通算             | 日本             | 日本             | J2               | 228              | 21               | -                | -                | 10               | 1                | 238              | 22               |
| 総通算           | 総通算           | 総通算           | 総通算           | 348              | 26               | 26               | 3                | 22               | 3                | 396              | 32               |

- 2010年、2011年はU-18との2種登録

その他の公式戦
- 2015年
  - J2・J3入れ替え戦 2試合0得点
- 2017年
  - J1昇格プレーオフ 1試合0得点

### 出場歴
- 公式戦初出場 - 2010年9月5日 天皇杯2回戦・ホンダロックSC戦（大分市営陸上競技場）
- J1初出場 - 2013年5月18日 第12節・アルビレックス新潟戦（東北電力ビッグスワンスタジアム）
  - 初得点 - 2016年8月24日 2nd第10節・ジュビロ磐田戦（レベルファイブスタジアム）
- J2初出場 - 2010年9月26日 第28節・水戸ホーリーホック戦（大分銀行ドーム）[1]※チームリーグ戦最年少出場
  - 初得点 - 2012年9月14日 第33節・京都サンガF.C.戦（大分銀行ドーム）[1]

## タイトル

### 個人
- J2 Exciting 22：1回（2014年）

## 代表歴
- 2009年 U-16日本代表
- 2010年 U-17日本代表
- 2011年 U-18日本代表
- 2014年 U-21日本代表
- 2015年 U-22日本代表
- 2016年 U-23日本代表